# Disney Experiences
Disney Experiences es uno de los tres segmentos comerciales principales y filial de The Walt Disney Company, la cual dirige, construye y coordina los parques temáticos de la compañía, los resorts vacacionales, así como todos los productos comerciales de Disney, ya sean videojuegos, juguetes, libros, ropa o tiendas en línea como Disney Store.
El presidente de Walt Disney Parks and Resorts fue Bob Chapek, expresidente de Disney Consumer Products. Chapek es supervisado por el CEO de Disney, Bob Iger. En 2016, los parques temáticos de la compañía recibieron a más de 140.4 millones de visitantes, lo que convirtió a Disney Parks en la compañía de parques temáticos más visitada del mundo, y Merlin Entertainments, con sede en el Reino Unido, ocupó el segundo lugar. Es, con diferencia, el segmento comercial más grande de Disney según el número de empleados, con aproximadamente 130.000 de los 180.000 empleados de la compañía a partir de 2015. En marzo de 2018, Disney Consumer Products e Interactive Media se fusionaron con Parks and Resorts y pasaron a llamarse Walt Disney Parks, Experiences and Products.

## Administración
- Bob Chapek (Presidente).[6]
  - Mchael Colglazier (Presidente de Disney Parks Eastern Region y director ejecutivo de la región de Asia pacífico).[7]
  - Catherine Powell (Presidenta de Disney Parks Western Region).[8]
  - Kareem Daniel (Vicepresidente de Operaciones Comerciales Globales).[9]
  - Jill Entorino (Vicepresidenta Ejecutiva de Marketing global y Ventas).[10]
  - Alannah Hall-Smith (Vicepresidenta Senior de Comunicaciones y Asuntos públicos).[11]
  - Kevin Lansberry (Vicepresidente Ejecutivo y CFO).[12]
  - Ken Protock (Presidente de Productos para el Consumidor).[13]
  - Jeff Vahle (Presidente de Disney Signature Experiences).[14]
  - Bob Weis (Presidente de Disney Imagineering).[15]

## Disney Resorts

### Disneyland Resort
Disneyland fue fundado en 1955 en Anaheim, California únicamente como un parque temático.

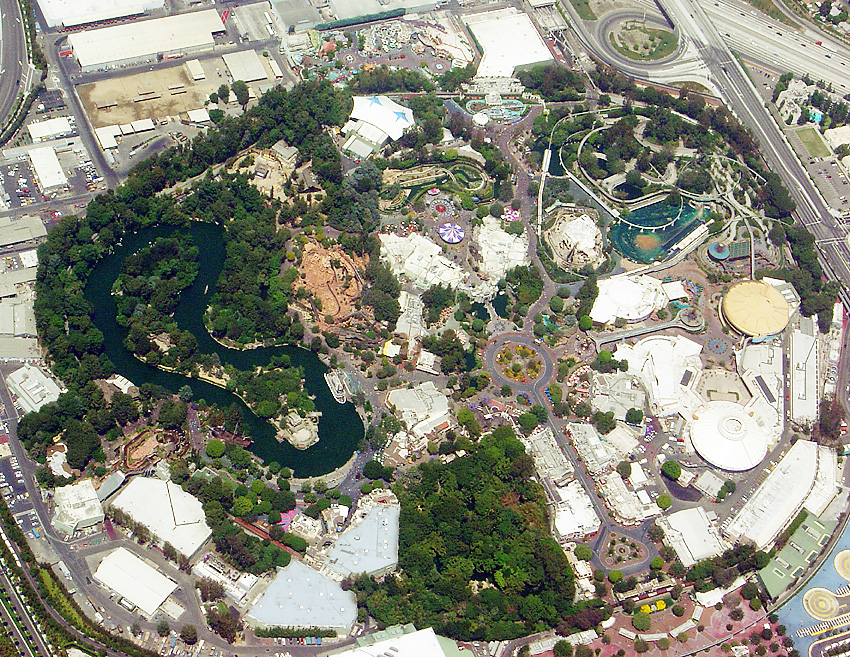
Vista aérea de Disneyland Resort

En 2001, el predio fue oficialmente nombrado Disneyland Resort con la apertura del parque Disney's California Adventure, dos nuevos hoteles y el distrito gastronómico y de entretenimientos Downtown Disney. Disneyland celebró su 50 aniversario el 17 de julio de 2005.

### Walt Disney World Resort

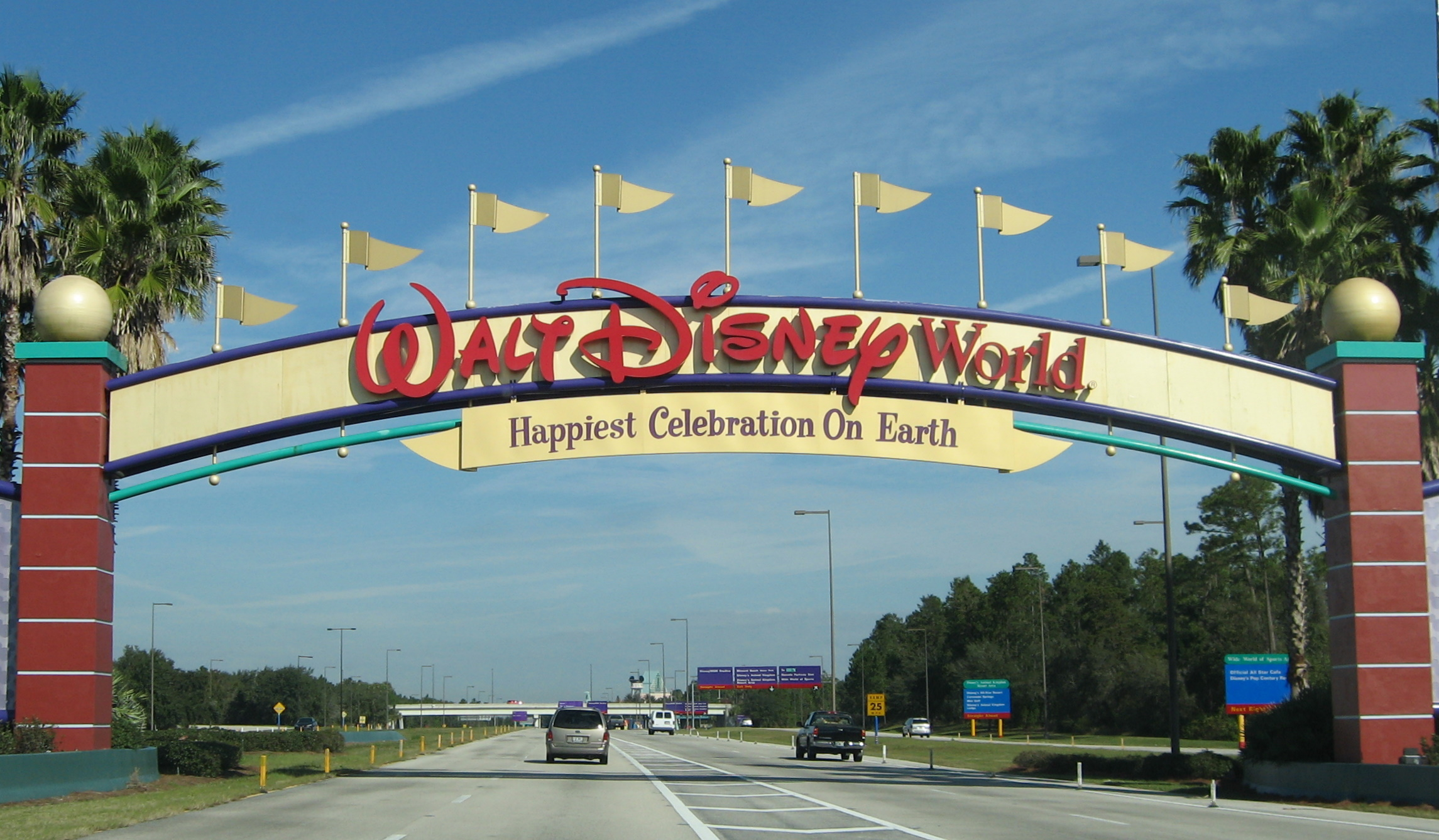
La entrada al parque temático de Disney World

Walt Disney World Resort fue inaugurado en 1971 junto con Magic Kingdom (similar a Disneyland) y tres hoteles frente al lago Buena Vista, Florida, algunas millas al sudoeste de Orlando. El predio total posee un tamaño de dos veces el de Manhattan y un cuarto de él ha sido ocupado hasta la fecha. Se ha tranformado en el destino turístico más importante del mundo, con cuatro parques temáticos, dos parques acuáticos, un centro comercial y de entretenimiento, 18 hoteles y ocho hoyos de golf.

### Tokyo Disney Resort
Tokyo Disney Resort, situado en Urayasu (Chiba), Prefectura de Chiba, Japón, fue abierto en 1983. En 2001 el resort fue ampliado con la apertura de Tokio DisneySea. El resort posee varios hoteles, pero únicamente dos le pertenecen, y aquí se ubica la estructura de estacionamiento más grande del mundo. Tokyo Disney Resort es dirigido y coordinado en su totalidad por la Oriental Land Company con una licencia de la Walt Disney Company. El resort fue construido por Walt Disney Imagineering, y Disney mantiene cierto grado de control sobre él; Nick Franklin conduce Walt Disney Atracttions Japan, que acuerda con la Oriental Land Company todos los aspectos del resort, y asigna a Imagineers.

### Disneyland París
Disneyland Paris o Eurodisney es el resort para Europa y segundo de Disney fuera de los Estados Unidos, fue abierto en 1992 como Euro Disney Resort. Localizado en Marne-la-Vallée, en los suburbios de París, Francia, ofrece dos parques temáticos, un centro comercial y seis hoteles pertenecientes al resort. Es mantenido y coordinado por Euro Disney S.C.A., una compañía subdivisionaria de The Walt Disney Company ubicada en el exterior.

### Hong Kong Disney

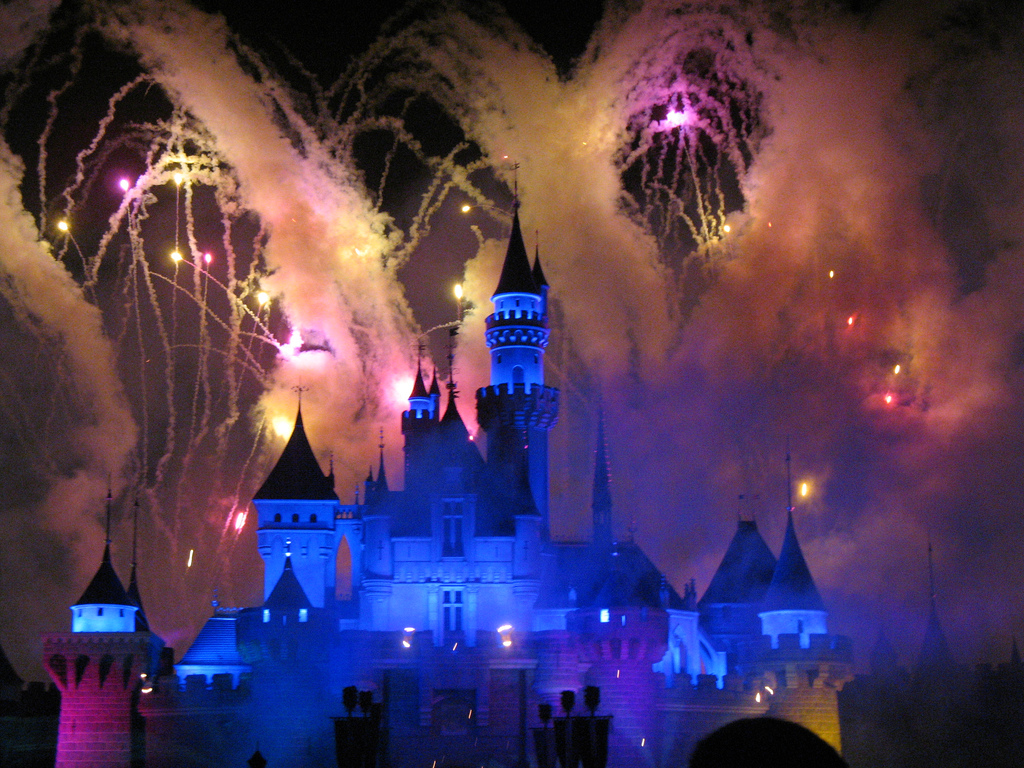
Castillo de Hong Kong Disneyland Park durante la noche

Hong Kong Disneyland en el quinto resort de Disneyland (el segundo en Asia) abierto el 12 de septiembre de 2005. El resort está situado en Penny's Bay, Isla Lantau. Actualmente, el resort consiste en un parque temático y dos hoteles, junto con un territorio reservado para una futura extensión. Es dirigido y coordinado por HongKong International Theme Parks, una nueva compañía coordinada por The Walt Disney Company y el gobierno de Hong Kong.

### Shanghai Disney Resort

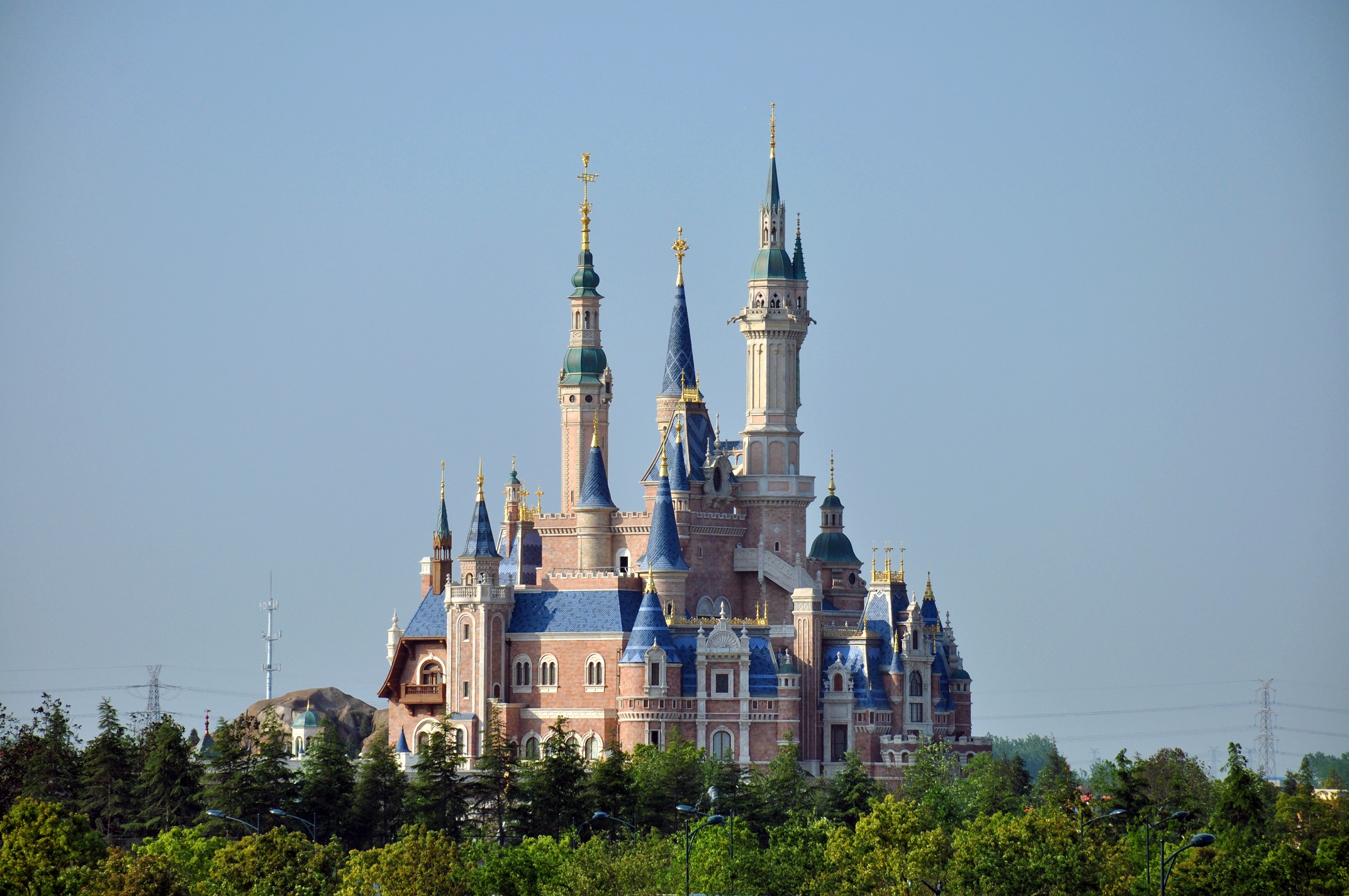
Castillo encantado del parque temático de Shanghai Disneyland

Shanghai Disney Resort es un complejo turístico ubicado en Pudong, Shanghái, China, inaugurado el 16 de junio de 2016. Es el primer resort de Disney de China continental y el segundo de Gran China.

### Otros

#### Disney Cruise Line

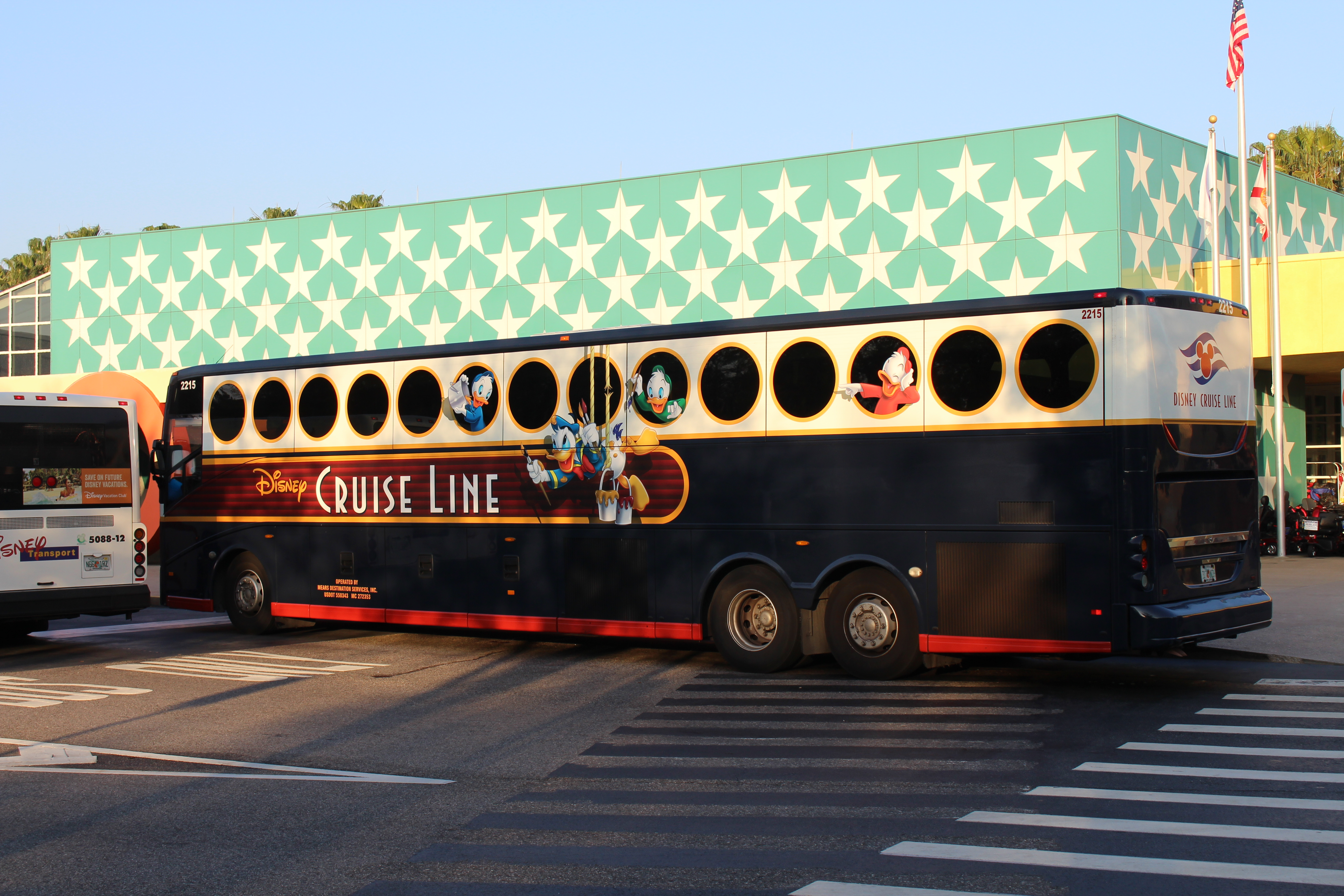
Autobús de Disney Cruise Line

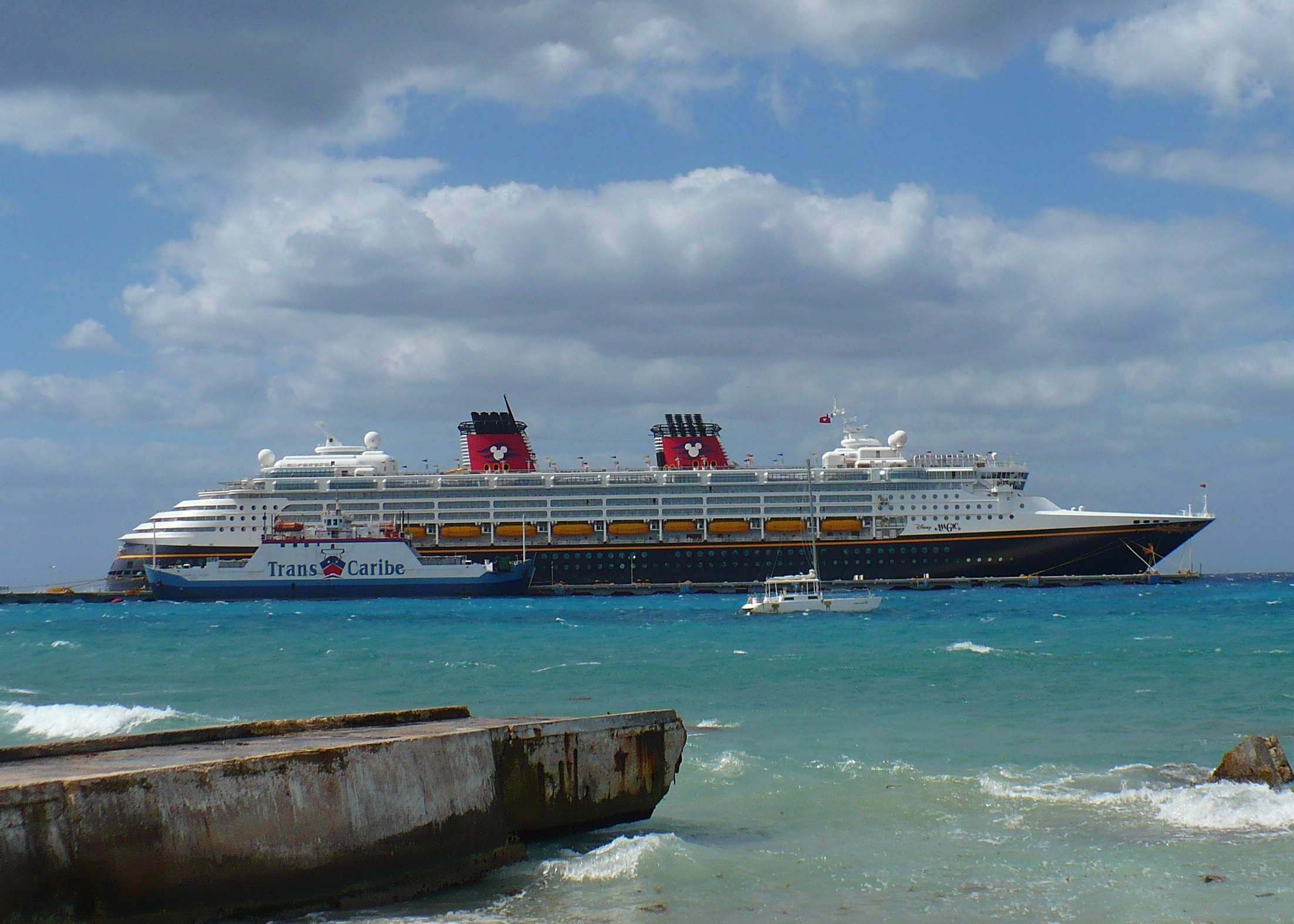
Crucero Disney Magic

Aunque es parte de la empresa del recurso del mundo de Walt Disney, la línea de la travesía de Disneyland es una rama en conjunto separado de los parques y de los recursos de Walt Disney. La línea de la travesía de Disneyland fue formada en 1995; sus dos naves, la magia de Disney y la maravilla de Disney, comenzaron la operación en 1998 y 1999, respectivamente, y fueron diseñados en la colaboración con Walt Disney Imagineering. Ambas naves ofrecen tres -, cuatro y las travesías de la siete-noche del Caribe, cada uno con una parada en la isla privada en las Bahamas, Cay náufrago de Disney. Por un tiempo limitado, las travesías a lo largo de la Rivera mexicana estaban disponibles, en la coordinación con la 50.a celebración del aniversario de Disneyland.
Sus cruceros incluyen:
- Disney Magic
- Disney Wonder
- Disney Dream
- Disney Fantasy
- Disney Wish

### Posible Proyecto en Colombia
Si bien Disney no lo ha confirmado ni desmentido, se especula desde finales de 2019 con la posibilidad que la compañía del ratón Mickey construya un parque temático para el público de Sudamérica, concretamente en Colombia, un país estratégicamente posicionado que interconecta la región. Se ha hablado que las ciudades de Cartagena y Pereira albergarían el parque de entretenimiento familiar. El rumor surgió a raíz de un comunicado oficial de Disney ese año anunciando una inversión a largo plazo cercana a los 60.000 millones de dólares con el fin de renovar sus parques, incluyendo la posibilidad de construir nuevos, y al presunto interés de Disney en la compra de un terreno en Cartagena de más de 700 hectáreas en el sector Lagos de Altamira, actualmente en manos del estado colombiano a través de la Sociedad de Activos Especiales (SAE), predio que pasó oficialmente a la venta en septiembre de 2024. Por la pandemia de Covid-19 y la adquisición en 2019 de 21st Century Fox por parte de Disney, que los dejó en una situación precaria por una deuda que tienen a 2023 por casi 45.000 millones de dólares, no se ha vuelto a hablar del tema.